# Missione apocalisse
Missione apocalisse è un film del 1966, diretto da Guido Malatesta.

## Trama
Un agente segreto si trova Hong Kong ed è incaricato di fermare un attentato terroristico che tiene in ostaggio il mondo con la minaccia di lanciare un missile nella città di New York. 